# Calathea leonia
Calathea leonia är en strimbladsväxtart som först beskrevs av Henry Frederick Conrad Sander, och fick sitt nu gällande namn av Karl Moritz Schumann. Calathea leonia ingår i släktet Calathea och familjen strimbladsväxter. Inga underarter finns listade.